# Slow It Down (Amy Macdonald)
Slow It Down è un singolo della cantautrice scozzese Amy Macdonald, il primo estratto dal terzo album in studio Life in a Beautiful Light e pubblicato il 20 aprile 2012 dall'etichetta discografica Mercury.
Il video è stato diffuso l'8 maggio successivo. È stato girato nei territori spagnoli di provincia di Almeria, Deserto di Tabernas e Parco naturale Cabo de Gata - Nijar.

## Tracce
Download digitale
1. Slow It Down – 4:00